# 丸谷武久
丸谷 武久（まるたに たけひさ）は、日本の柔道家(八段)。階級は重量級。

## 経歴
福大大濠高校卒業後、明治大学に入学。
明治大学1年の時には新人体重別の重量級で3位になった。3年の時には優勝大会で3位になると、ブリュッセルで開催された世界学生では個人戦の無差別決勝でショータ・チョチョシビリを破り優勝。団体戦でも優勝を飾った。4年の時には優勝大会で3位だったが優秀選手に選ばれると、全日本学生選手権の無差別でも3位になった。
1976年に新日鉄広畑の所属となると、1977年には実業個人選手権3部で3位となった。1978年の講道館杯95kg超級では3位に入った。1980年の実業個人選手権3部でも3位だった。1982年の実業個人選手権1部で2位。1983年の実業個人選手権2部で優勝を果たした。
引退後は、新日鐵の営業マンとして活躍。現在は、全日本実業柔道連盟の参与。西日本実業柔道連盟の副理事長。全日本選手権大会には2回出場。

## 戦績
- 1972年 -　新人体重別　3位
- 1974年 -　優勝大会　3位
- 1974年 -　世界学生　個人戦　無差別　優勝　団体戦　優勝
- 1975年 -　優勝大会　3位
- 1975年 -　全日本学生選手権　無差別　3位
- 1977年 -　実業個人選手権 3部（22～30歳）3位
- 1978年 -　講道館杯　3位
- 1980年 -　実業個人選手権 3部（22～30歳）3位
- 1982年 -　実業個人選手権 1部（年令無制限）2位
- 1983年 -　実業個人選手権 2部（30歳以上）優勝

(出典、JudoInside.com)。